# Орания
Търсенето може да се отнася до бившата свободна държава, днес част от ЮАР, Орания
Орания (на африканс Orania) е град в ЮАР, разположен на Оранжевата река в полупустинната област Кару, където климатът е сух. Влиза в състава на община Тембълихле, провинция Северен Кейп. Градът е от малкото известни места в страната, където само африканери (старото бяло население по тези земи) имат право на постоянно пребиваване и работа.

## История
Орания е основана като село през 1963 г. от правителството, тъй като наблизо са започнати строителните работи по язовира „Вандерклуф“. През декември 1990 г. около 40 африканерски семейства, водени от Карел Бошоф (р. 1927, зет на министър-председателя Хендрик Фервурд), закупуват землището за сумата от 1,5 млн. ранда.
Градът е собственост на компанията „Vluyteskraal Aandeleblok“, а нейният председател Принслу Потгитер де факто изпълнява функциите на кмет.
Идеята за град като Орания не е нова. През 80-те години африканери с десни убеждения сформират групата „Оранжеви работници“. Те планират да създадат общност, основана на африканерското самоопределяне, и искат това да стане нова африканерска държава в отдалечената област Моргензон в Оранжевата свободна държава, но не успяват.

## Население
Населението на града през 2007 г. е 1523 души, около 500 – 600 семейства. Градът е разделен на две части: Клайнгелук и Грутдорп. В Клайнгелук работят по-бедните, а в Грутдорп – по-богатите.

## Икономика
Орания има собствена парична единица – ора, като икономиката на града се основава на купонната система, създадена през 2004 г.

## Фотогалерия
- Орания през 1960-те години.
- Среща за координация за нови жители през 2017 година.
- Първи учебен ден в Орания през 2018 година.
- Местен събор през 2014 година.